# Koneva, Moghilău
Koneva (în ucraineană Конева) este localitatea de reședință a comunei Koneva din raionul Moghilău, regiunea Vinnița, Ucraina.

## Demografie
Componența lingvistică a localității Koneva
     Ucraineană (99,64%)
     Alte limbi (0,36%)
Conform recensământului din 2001, majoritatea populației localității Koneva era vorbitoare de ucraineană (99,64%), existând în minoritate și vorbitori de alte limbi.